# Баргенштедт
Баргенштедт (нім. Bargenstedt) — громада в Німеччині, розташована в землі Шлезвіг-Гольштейн. Входить до складу району Дітмаршен. Складова частина об'єднання громад Міттельдітмаршен.
Площа — 11,91 км2. Населення становить 966 ос. (станом на 31 грудня 2020).